# Psychosaura macrorhyncha
Espèce
Synonymes
- Mabuya macrorhyncha Hoge, 1946

Psychosaura macrorhyncha est une espèce de sauriens de la famille des Scincidae.

## Répartition
Cette espèce est endémique du Brésil. Elle se rencontre dans les États de Rio de Janeiro, du Pernambouc, d'Espírito Santo, de Bahia, d'Alagoas, du Paraíba, de São Paulo et du Sergipe.

## Description
C'est un saurien vivipare.

## Publication originale
- Hoge, 1946 : Um novo lagarto da ilha da Queimada Grande. Memórias do Instituto Butantan, vol. 19, p. 241-248.